# K'inich Kan Bahlam III
K'inich Kan Bahlam III était un ajaw de la ville maya de Palenque. Il a régné vers 751. Le souverain n'est mentionné dans aucun monument à Palenque mais seulement dans un texte à Pomona, qui suggère que son règne était court ou troublé[réf. nécessaire].